# Mula (verb)
Mula, gnosa, grosa, gira, gôra, kröna, molla, mulla, mylla, möla, mölle, pula, purra, pöla, tryna, sylta och andra dialektala varianter, är att trycka ner någons huvud i snö eller att trycka upp snö i ansiktet på personen. På Åland används även uttrycket måda. I Österbotten och Nyland förekommer pesa, som är det finska ordet för "tvätta" med svensk infinitivform. När radioprogrammet Språket lät lyssnarna svara på en enkät år 2006, inkom 5 800 enkätsvar med totalt 95 olika ord.